# Colomiers
Colomiers település Franciaországban, Haute-Garonne megyében. Lakosainak száma 40 916 fő (2022. január 1.). Colomiers Cornebarrieu, Tournefeuille, Blagnac, Pibrac, Plaisance-du-Touch és Toulouse községekkel határos.

## Népesség
A település népességének változása:
| Lakosok száma | 10 584 | 23 326 | 26 979 | 32 110 | 38 541 | 38 801 | 38 951 | 39 968 | 39 866 | 40 916 |
|               | 1968   | 1982   | 1990   | 2006   | 2014   | 2015   | 2017   | 2019   | 2020   | 2022   |